# سیارک ۵۲۶۰۱
سیارک ۵۲۶۰۱ (به انگلیسی: 52601 Iwayaji، نامگذاری:1997SJ16) پنجاه و دو هزار و ششصد و یکمین سیارک کشف شده‌است که در ۲۹ سپتامبر ۱۹۹۷ کشف شد.